# 化州市
21°39′58″N 110°38′06″E / 21.66611°N 110.63500°E
化州市是位于中华人民共和国广东省西南部的省辖县级市，由茂名市代管，北交广西壮族自治区北流县，南接广东省吴川市，东面与高州市和茂名市茂南区相连，西面与广西壮族自治区陆川县及广东省廉江市毗邻。
化州市古称石龙，因盛产橘红被命名为“中国化橘红之乡”，素有橘乡、橘城、橘州之美誉。其地形狭长，状若坐狮。

## 地理

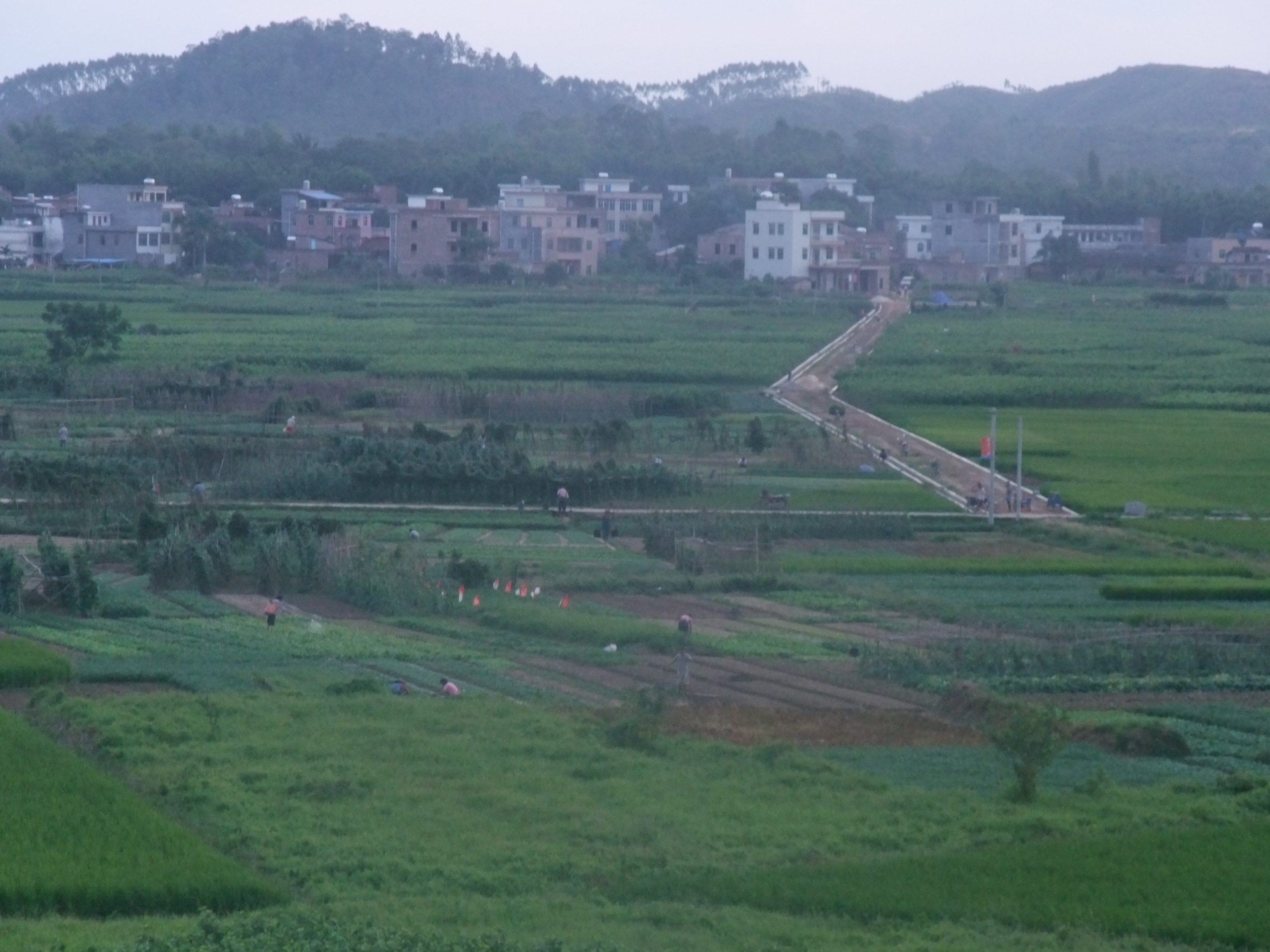
化州乡村风光

化州地形狭长，状若坐狮，地势由西北向东南倾斜，北部为以花岗岩为主体的高丘陵区，属云开大山支脉，占全市总面积的38.4%，海拔579.8米的铁屎嶂为化州第一高峰；中部为低丘陵区，占总面积的36.8%；西南部为台地，占总面积的15.5%；东南部为鉴江冲积平原，占总面积的9.3%。境内有鉴江、罗江、陵江三江从北到南纵贯全境，其他河流有罗江支流陵江、清湖河、中垌河、官桥河和石湾河，东南部有三丫江，西南部有塘河，均属鉴江的三级支流。土壤以赤壤土为主，土层深厚，有机质含量丰富。气候为亚热带季风气候，每年3至9月盛行东南风，10月至次年2月盛行偏北风，夏长冬短，气候温和，常受台风和热带低压影响。

## 歷史
化州早在新石器时代便有人类活动，远古越族先民于此繁衍生息。秦时，今之化州属象郡地。此后，隶属迭经变易，建置区划多次分合，先后属南越国、合浦郡高凉县、交趾刺史部、高兴郡、高凉郡、高凉县、交州高凉县、广州高凉县。三国时期属广州高凉、高兴二郡地。晋太康元年（280）后属高凉郡高凉县。
南朝宋元嘉三年（426年）置罗州县，檀道济筑石城于罗江口，置罗州县，属广州高凉郡，为化州建县之始。南朝齐置高兴郡、高兴县，郡县治所在今化州市区东北旧城岭，属越州，郡辖地在今化州南部及吴川、廉江。南朝梁大通年间，置石龙县、石龙郡，又升罗州县为罗州，领石龙、高兴二郡。隋朝废石龙、高兴二郡，罗州领石龙、吴川、茂名三县。大业三年（607）废高州、罗州，设高凉郡，石龙县属高凉郡。唐武德四年（621）废高凉郡，五年复置罗州，治所石龙，领石龙、吴川、陵罗、龙化、罗辩、南河、石城、招义、零绿、慈廉、罗肥十一县。唐武德六年（623）罗州徙治石城（今广东廉江）后，先后置南石州、辩州，其间天宝元年（742年）至乾元元年（758年）曾一度改置陵水郡，后复置辩州，下领石龙县等。北宋太平兴国五年據“州治之石龙能变化之义”（980年），辩州改称化州，领石龙、吴川两县。 此乃化州命名之始。元朝先后置化州路安抚司、化州路总管府。明朝洪武元年（1368年）改化州路为化州府，领石龙、吴川、石城三县。洪武七年（1374年）始降府为州，并石龙县入化州，化州领吴川、石城二县。自置罗州时起，至明洪武六年（1373年）止，近八百年间，化州一直是一、二级政区州、郡（府）的治所，为粤西地区的重要政治中心之一。
明朝洪武七年（1374年）始降府为州，并石龙县入化州，领吴川、石城二县。洪武九年，化州降为县，属高州府。洪武十四年，县复改为州，仍领吴川、石城二县。清朝沿明制。民国称化县。中华人民共和国成立后，沿名化县。1958年11月与吴川县合并，改称化州县。1961年4月吴川县析出，仍沿原县名至今不变。其间先后隶属高雷专区、粤西行署、湛江地区管辖。1983年实行市管县建制后，归属茂名市管辖。1994年7月4日，化州撤县建市，撤销化州县，设立化州市（县级），由茂名市代管。

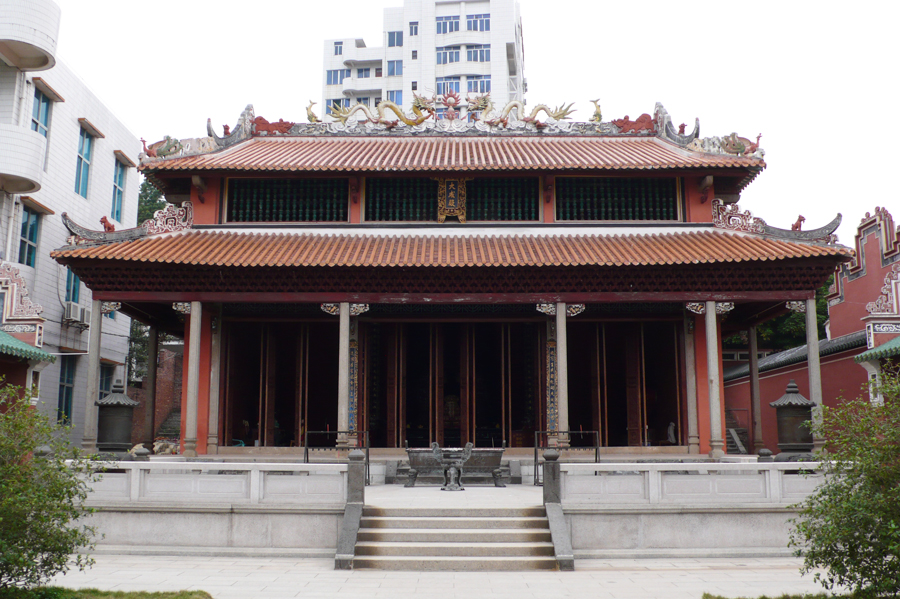
化州學宮

## 经济
化州是传统农业大市，是国家级蔗糖生产基地，全国著名的北运菜产销基地，广东省内的商品粮、桑茧主要生产基地，农业种植业以水稻、甘薯为主，辅之以水果（荔枝、龙眼、香蕉、番石榴、柚、柑、杨桃、火龙果等）、南药（化橘红、沉香、藿香等）、甘蔗、蚕桑等经济作物，其中，果、粮、桑、蔗、林、鱼、猪、菜为化州八大农业支柱产业。著名地方特产有化州橘红、笪桥黄瓜、文楼淮山、平定沙司鸡、中垌猪、丽岗尖岗粘米及竹头红番薯、南盛沙姜等。
化州工业起步较晚，1949年，化州境内只有酿酒、铁器、陶器、制革、榨糖等手工作坊117家，总产值19万元，仅占当时工农业总产值的1%。中华人民共和国成立后，化州开始兴办一批以农机、化肥、缫丝、制糖为主的国营企业和集体企业，至改革开放后，逐步建立以建材、轻纺、机械、食品、化工为骨干的工业体系，1988年，工业产值首次超过农业产值。1990年代初期，化州建材玻璃厂是全国最早研制生产和出口玻璃马赛克的厂家，化州水轮机厂、化州缫丝厂等生产能力和规模均在广东省内前列，年产值超亿元，后因管理不善、市场变化等原因逐渐式微。目前，农副产品加工业、金属制品加工业、矿产资源加工业、医药制药与健康产业是官方提出主力发展的四大工业产业。

## 旅游
著名的旅游景点有：
- 广垦（茂名）国家热带农业公园
- 化州南山寺
- 化州孔庙
- 长岐古塔
- 倒流湾

## 行政区划
化州市下辖6个街道办事处、17个镇、7个类似乡级单位：
河西街道、东山街道、下郭街道、南盛街道、石湾街道、鉴江街道、长岐镇、同庆镇、杨梅镇、良光镇、笪桥镇、丽岗镇、新安镇、官桥镇、林尘镇、合江镇、那务镇、播扬镇、宝圩镇、平定镇、文楼镇、江湖镇、中垌镇、新时代农场、新华农场、和平农场、红阳农场、红峰农场、建设农场和石滩农场。

## 人口
2021年，化州市户籍人口181.12万人，其中城镇人口85.37万人，乡村人口95.75万人。常住人口130.08万人，常住城镇人口比重38.4%。

## 交通

### 水运
化州货运历史上以内河运输为主，唐时，境内的内河运输船舶沿鉴江出海并往来于雷州港。宋元丰初年，化州与琼州（现海南岛）水上运输频繁。清代，鉴江、罗江、陵江三江沿河各圩镇均有木帆客货船往来。民国时期客、货运输仍以河运为主，化州城及罗江上游的平定、陵江上游的宝圩为重要码头。1960年，由于境内河流有两处修筑拦河坝，航道淤塞，沿江圩镇载客圩船大部分停航。1970年代后期，由于陆路交通日益发展，加上航道严重淤积，航程缩短，大部分货物运输弃水就陆，水运业逐步走向衰落。

### 铁路
化州是粤西地区最早开通铁路的县市之一，铁路运输始于1958年12月，河茂铁路横贯化州南部，境内长39.5公里，从东到西沿途依次有山底岭站、化州站、米山站、新安圩站四个火车站房，列车东达茂名、西经河唇站至湛江及柳州、南宁等地。1992年，三茂铁路建成通车，化州铁路东西两端均与全国铁路并网。

### 公路
民国13年（1924年），化州开通化茂（至茂名）、化廉（至廉江）公路，为境内兴筑公路之始。 广湛高速公路化州段于2000年建成通车，另外 汕湛高速亦于2017年12月28日建成通车。 325国道及 207国道过境，途经南盛、东山、河西、下郭、良光、笪桥、杨梅七镇街。其他主要交通干道有省道化牛线（S372） 、石化线（S284）、蓬吴线（S285）等。

## 語言
化州市主要通行粤语化州话（俗称化州白话）和客家语𠊎话（亦可記作涯話）。